# Bruno Fridrichowitsch Adler
Bruno Fridrichowitsch Adler (russisch Бруно Фридрихович Адлер; * 26. Oktober 1874 in Woronesch; † 18. März 1942 in Omsk) war ein russisch-deutscher Ethnologe, Anthropologe, Kurator und Professor der Moskauer Staatlichen Universität.

## Leben
Bruno Adler wurde 1874 im russischen Woronesch geboren. Nach dem Besuch des dortigen Gymnasiums begann er 1893 seine akademische Ausbildung in Naturwissenschaften an der Staatlichen Moskauer Universität. Zunächst studierte er am mathematisch-physikalischen Institut und dann bei Dmitri Nikolajewitsch Anutschin, dem Leiter der Abteilung für Geographie und Anthropologie. Nach dem ersten Abschluss 1899 folgten weitere Studien in Sankt Petersburg sowie in Leipzig bei Friedrich Ratzel. 1901 promovierte er hier zum Dr. phil. in Sinologie mit der Dissertation: Der nordasiatische Pfeil: ein Beitrag zur Kenntnis der Antropographie des asiatischen Nordens. Anschließend war er in Leipzig am Ethnographischen Museum als Assistenz-Kurator tätig.
1902 erhielt er von Wilhelm Radloff, dem Direktor der Kunstkammer in Sankt Petersburg, eine Berufung als Junior-Kurator an dieses Museum. Mit mehreren Kollegen, u. a. Lew Sternberg, befasste er sich die nächsten Jahre mit der Erfassung und Katalogisierung tausender Objekte nach systematischen Kriterien wie Geografie, Ethnie oder linguistischen Prinzipien. Differenzen mit Sternberg führten dazu, dass Adler das Museum im Dezember 1909 verließ. Er ging, auch mit der Aussicht auf ein höheres Gehalt, an die Ethnographische Abteilung des Moskauer Staatlichen Historischen Museums.
Im Mai 1910 wurde ihm an der Moskauer Universität der Master in Geographie verliehen. Ab Juli 1911 war er Professor und Leiter des Instituts für Geographie, Anthropologie und Ethnographie an der Universität Kasan. Ab 1920 war er beim Zentralen Museum der Tatarischen ASSR. Von 1922 bis 1925 war er wieder in Deutschland tätig. Mitte der 1920er Jahre zog er erneut nach Moskau, er wurde außerordentlicher Professor und dann Professor an der Staatlichen Universität. Hier repräsentierte er das Ethnographische Institut zum Studium des Urals, Sibiriens und des Fernen Ostens. 1929/1930 organisierte er zwei wichtige ethnographische und anthropologische Expeditionen in die Krim-Region.
Auf dem 1. Allrussischen Museumskongress Dezember 1930 sah sich Adler heftiger Kritik ausgesetzt, vor allem wegen der Veröffentlichung eines deutschen Zeitschriftenartikels „Der moderne Stand der Geisteswissenschaften in der UdSSR“. Die Verleumdungen führten, ohne begründet zu sein, zu seiner Verhaftung am 7. Dezember 1933. Adler wurde daraufhin wegen „Organisation einer konterrevolutionären Gruppe“ für den Zeitraum von fünf Jahren in die Ob-Irtysch-Region verbannt. In der Verbannung wurde er am 14. Juli 1938 erneut verhaftet.
Ein Sondergericht der Omsker Region verurteilte ihn am 25./26. August 1938 zu 7 Jahren Zwangsarbeit in der Besserungsarbeitskolonie Nr. 8 in Omsk (nach Artikel 58-10 des Strafgesetzbuches der RSFSR). Am 26. Februar 1942 verurteilte ihn ein Sondergericht des NKWD wegen der „Teilnahme an einer antisowjetischen Rebellenorganisation“ zur Todesstrafe. Das Urteil wurde in Omsk am 18. März 1942 vollstreckt.
Bruno Adler war verheiratet mit der Russin Eugenie Wera Adler, geb. Horwitz. Die deutsche Malerin Vera Kopetz (1910–1998) war eine seiner Töchter.

## Schriften
- Der nordasiatische Pfeil: ein Beitrag zur Kenntnis der Antropographie des asiatischen Nordens. Inaugural-Dissertation zur Erlangung der philosophischen Doctorwürde bei der Universität Leipzig. Brill, Leiden 1901.
- Übersichtskarte des Bundes der Sozialistischen Sowjet Republiken: S.S.S.R. (Europäisches Russland): Massstab 1:6.500.000. Verlag Kniga, Buch- und Lehrmittelgesellschaft m.b.H. – bearbeitet von B. Adler, Professor an der Universität Moskau.
- Pfeil und Bogen in Kult und Sage. In: Der Weltkreis: Zeitschr. für Völkerkunde, Kulturgeschichte u. Volkskunde. Bd. 2, Berlin 1931, S. 101–113.
- Die Krim Karäer in geschichtlicher, demographischer und volkskundlicher Beziehung. In: Baessler Archiv. Beiträge zur Völkerkunde. R. 17, Reimer, Berlin 1934, S. 103–133, ISSN 0005-3856.
- Vserossijiskij Central'nyj etnografi eskij muzej v Moskve. (Das Zentralrussische ethnographische Museum in Moskau). Universität Kasan, Issue 4, 1920, S. 465–495.

## Namensvarianten
Adler, Bruno Wilhelm Karl Adolph (vollständiger Name); Adler, Bruno Fridrichowitsch; Adler, Bruno Fridrihovič;
Адлер, Бруно-Вильгельм-Карл-Адольф; Адлер, Бруно Фридрихович
| Personendaten    | Personendaten                                                                                          |
| ---------------- | --- |
| NAME             | Adler, Bruno Fridrichowitsch                                                                           |
| ALTERNATIVNAMEN  | Адлер, Бруно Фридрихович (russisch)                                                                    |
| KURZBESCHREIBUNG | russisch-deutscher Ethnologe, Anthropologe, Kurator und Professor der Moskauer Staatlichen Universität |
| GEBURTSDATUM     | 26. Oktober 1874                                                                                       |
| GEBURTSORT       | Woronesch                                                                                              |
| STERBEDATUM      | 18. März 1942                                                                                          |
| STERBEORT        | Omsk                                                                                                   |